# Elecciones presidenciales de Egipto de 2014
Las elecciones presidenciales en Egipto del año 2014 se realizaron entre los días 26 y 27 de mayo de 2014 para elegir al presidente del país. En ellas, Abdelfatah Al-Sisi, uno de los dos únicos candidatos, obtuvo una rotunda mayoría.

## Antecedentes
Las elecciones presidenciales se establecieron a partir de 2013, tras el golpe de Estado en Egipto de 2013 que destituyó al presidente Mohamed Morsi y el referéndum constitucional de Egipto de 2014.
El presidente interino, Adli Mansur, anunció el 26 de enero de 2014 que la elección presidencial se llevaría a cabo antes de las elecciones parlamentarias.
Una comisión de cinco miembros supervisó la elección. El plazo para presentar propuestas en relación con la ley de elecciones expiraba el 9 de febrero. La ley electoral presidencial fue emitida por el presidente el 8 de marzo.
El islamista Partido Libertad y Justicia, establecido por los Hermanos Musulmanes, y que había sido el ganador de las elecciones de 2012 no pudo presentarse por encontrarse ilegalizado desde el golpe de Estado de 2013 que había sacado de la presidencia a Mohamed Morsi.

## Regulaciones
Los candidatos podían nominarse a sí mismos a partir del 31 de marzo de 2014; la inscripción de candidaturas se extendió hasta el 20 de abril de 2014. La lista final de candidatos se dio a conocer el 2 de mayo de 2014. El candidato presidencial elegido comenzó el día en que los resultados finales fueron anunciados, el 5 de junio, ya que Al-Sisi obtuvo mayoría en la primera vuelta. 

## Candidatos
Los candidatos más destacados fueron:
- Abdelfatah Al-Sisi
- Hamdeen Sabahi

## Resultados
Los resultados finales fueron comunicados por la Comisión Electoral, que revelaron una participación del 47.5% con los siguientes resultados
1. Abdelfatah Al-Sisi: 23.780.114 (96.91 %)
2. Hamdeen Sabahi: 757.511 (3.09 %)